# Kanton Montignac
Montignac is een voormalig kanton van het Franse departement Dordogne. Het kanton maakte deel uit van het arrondissement Sarlat-la-Canéda. Het werd opgeheven bij decreet van 21 februari 2014, met uitwerking op 22 maart 2015.

## Gemeenten
Het kanton Montignac omvatte de volgende gemeenten:
- Aubas
- Auriac-du-Périgord
- La Chapelle-Aubareil
- Fanlac
- Les Farges
- Montignac (hoofdplaats)
- Peyzac-le-Moustier
- Plazac
- Rouffignac-Saint-Cernin-de-Reilhac
- Saint-Amand-de-Coly
- Saint-Léon-sur-Vézère
- Sergeac
- Thonac
- Valojoulx